# Albert G. Talbott

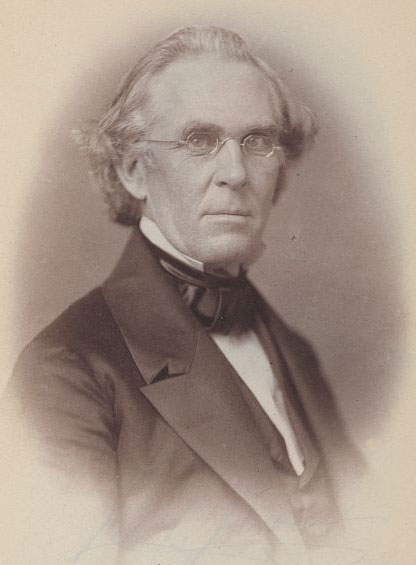
Albert G. Talbott (1859)

Albert Gallatin Talbott (* 4. April 1808 bei Paris, Kentucky; † 9. September 1887 in Philadelphia, Pennsylvania) war ein US-amerikanischer Politiker. Zwischen 1855 und 1859 vertrat er den Bundesstaat Kentucky im US-Repräsentantenhaus.

## Werdegang
Im Jahr 1813 kam Albert Talbott mit seinen Eltern in das Clark County. Drei Jahre später zog die Familie in das Jessamine County weiter, wo er die Forrest Hill Academy besuchte. Anschließend studierte er Jura, ohne jedoch jemals als Jurist zu praktizieren. Stattdessen arbeitete Talbott in der Landwirtschaft und im Handel. Später stieg er auch in das Immobiliengeschäft ein. Ab 1846 lebte er in Danville. Politisch war Talbott Mitglied der Demokratischen Partei. 1849 war er Delegierter auf einer Versammlung zur Überarbeitung der Staatsverfassung; im folgenden Jahr saß er als Abgeordneter im Repräsentantenhaus von Kentucky.
Bei den Kongresswahlen des Jahres 1854 wurde er im vierten Wahlbezirk von Kentucky in das US-Repräsentantenhaus in Washington, D.C. gewählt, wo er am 4. März 1855 die Nachfolge von James Chrisman antrat. Nach einer Wiederwahl im Jahr 1856 konnte er bis zum 3. März 1859 zwei Legislaturperioden im Kongress absolvieren. Ab 1857 war er Vorsitzender des Ausschusses zur Kontrolle der Ausgaben des Postministeriums. Seine Jahre in Washington waren von den Spannungen im Vorfeld des Bürgerkrieges geprägt.
Nach dem Ende seiner Zeit im Kongress arbeitete Albert Talbott wieder in der Immobilienbranche. Zwischen 1869 und 1873 gehörte er dem Senat von Kentucky an. Im Jahr 1883 war er noch einmal Abgeordneter im Repräsentantenhaus seines Staates. Danach zog er in die Nähe von Chestnut Hill in Pennsylvania, wo er sich in der Landwirtschaft betätigte. Er starb am 9. September 1887 in Philadelphia und wurde in Danville beigesetzt.